# Samarbrednäbb
Samarbrednäbb (Sarcophanops samarensis) är en fågel i familjen praktbrednäbbar inom ordningen tättingar. Den förekommer endast i centrala Filippinerna.

## Utseende och läte
Samarbrednäbben är en rätt liten 15 centimeter lång färgglad tätting. Den är svart på stripen och i ansiktet. Det gröna ögat är omringat av en stor och tydlig, himmelsblå hudflik. Näbben är stor, bred och blekblå. Hjässan är purpurfärgad, inramad av ett gråaktigt band i nacken. Den lila manteln går mot kastanjebrunt på övergump och stjärt. Tvärs över den svarta vingen, på tertialer och armpennor, syns iögonfallande vita och lila band. Även undersidan är lila, som övergår till gulvit på nedre delen av buken. Honan liknar hanen men har gnistrande vitt bröst och vit buk. Lätet är okänt.

## Utbredning och systematik
Fågeln förekommer i centrala Filippinerna (Leyte, Samar och Bohol). Den behandlas som monotypisk, det vill säga att den inte delas in i några underarter. Vissa behandlar den dock som underart till Sarcophanops steerii.

### Familjetillhörighet
Familjerna praktbrednäbbar (Eurylaimidae) och grönbrednäbbar (Calyptomenidae) behandlades tidigare som en och samma familj, Eurylaimidae, med det svenska trivialnamnet brednäbbar. Genetiska studier visar att de inte är varandras närmaste släktingar.

## Status
Internationella naturvårdsunionen IUCN kategoriserar arten som sårbar. Den är knuten till låglandsskogar och har drabbats hårt av den omfattande skogsavverkningen i dess levnadsmiljö. Världspopulationen uppskattas till mellan 2 500 och 10 000 adulta individer men tros vara i kraftigt minskande.